# 古斯塔夫三世
古斯塔夫三世（瑞典語：Gustav III；1746年1月24日—1792年3月29日），瑞典國王，在位於1771年至1792年間。他是瑞典國王阿道夫·弗雷德里克之子、卡爾十三世之兄、普魯士國王腓特烈二世的外甥，也是俄羅斯女皇葉卡捷琳娜二世之表弟。
他利用派系鬥爭加強王權，終結了瑞典史上的「自由時代」，並進行財政、司法和行政改革；另一方面，他熱心發展瑞典藝術和文化，成立了瑞典學院和瑞典皇家歌劇院。
1792年，他被瑞典貴族刺殺死亡。

## 王儲
1766年，他迎娶丹麥國王弗雷德里克十世的女兒索菲亞·瑪格達列娜，10月1日透過代理人成婚，並在11月4日親自在斯德哥爾摩完婚。這場婚姻並不美滿，部分原因是雙方性格不合，但更重要的原因是太后的干預。二人誕下兩個子女：古斯塔夫·阿道夫王儲和斯莫蘭公爵卡爾·古斯塔夫王子。古斯塔夫需要阿道夫·蒙克協助才得以和妻子圓房，太后甚至聲稱國王不是王儲的親生父親。有傳言指他是同性戀者，並和兩位大臣有親密關係，但瑞典學院成員埃里克·倫羅特指出這傳言並無事實根據。
古斯塔夫王儲在1768年首次主動干預政事，下令支配朝廷的便帽派召開特別會議，希望憲法可以賦予君主更大權力。然而，曾打勝仗的禮帽派拒絕履行選舉前許下會支持古斯塔夫的承諾。古斯塔夫心酸地寫道：「我並不為在憲法戰役中落敗而感到太難過；令我沮喪的是看見我國腐敗不堪，國祉陷入混亂。」
他熱衷於瑞典國家歷史，為他身上的血統而自豪：祖母是古斯塔夫·瓦薩和卡爾十世·古斯塔夫的後人，擁有瓦薩王朝的血統。
1771年2月4日至3月25日，古斯塔夫出訪巴黎，當地的詩人和哲學家熱情款待他，高貴的婦女也誇讚他的功德。他和很多人終生保持通信。然而，這旅程並非觀光旅行，而是政治之旅，與當時的盟友法國交好。瑞典宮廷派出密使為他打點一切，而舒瓦瑟爾公爵也和他討論了在瑞典國內發動革命的最佳方法。他返國前，法國政府承諾會無條件每年給予瑞典150萬鋰的大筆資助，而著名外交官韋爾熱納伯爵也從君士坦丁堡改駐斯德哥爾摩。
回程途中，他在波茨坦探訪舅父腓特烈二世。腓特烈對古斯塔夫坦言，他和俄羅斯、丹麥意見一致，都承諾會保障現行瑞典憲法的健全，並建議古斯塔夫調停紛爭，不要動武。
他出訪巴黎期間，父親阿道夫·弗雷德里克病逝，古斯塔夫返國後，在5月29日加冕為王。

## 政變

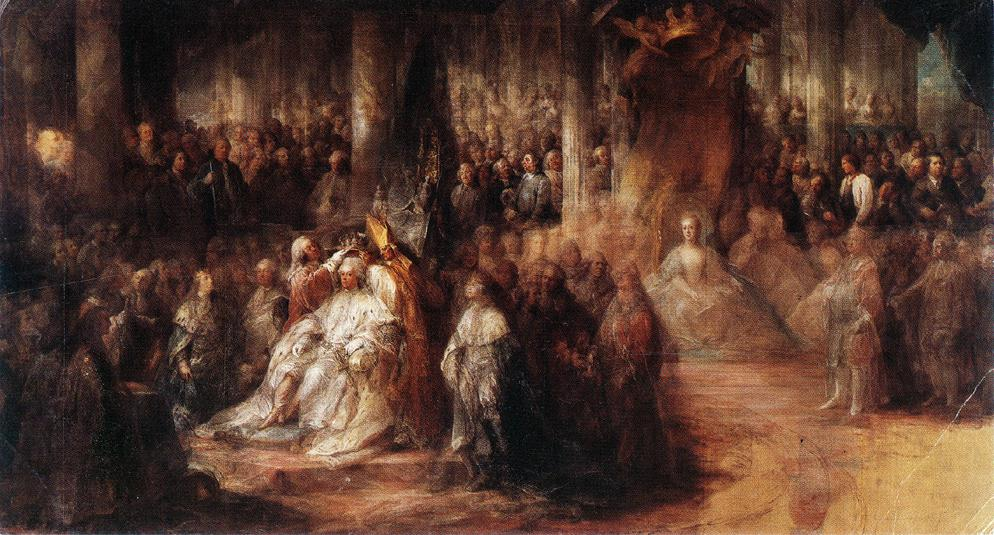
古斯塔夫三世在斯德哥爾摩大教堂加冕

返國後，他嘗試調停敵對的禮帽派和便帽派之間的紛爭。
1771年6月21日，他在國會的致辭激動人心；瑞典國王已經有一個多世紀沒有在國會以母語發言了。
他強調所有黨派都須拋開敵意、共同合作，並以「自由人民的第一公民」身份為劍拔弩張的兩派調解糾紛。兩派曾合組內閣，但這完全是不設實際的，因為兩派都認為這種愛國行為無異於自我否認。操控朝政的便帽派試圖奪取國王的權力，使古斯塔夫三世考慮發動革命。
朝政受便帽派支配的瑞典，專注俄羅斯副總理尼基塔·帕寧推動的「北方體制」，似乎逐漸落入俄羅斯的圈套。古斯塔夫三世認為只有政變使瑞典保持獨立。
這時，芬蘭貴族雅各布·馬格努斯·斯普雷特波爾滕遭受便帽派的打壓後，謁見古斯塔夫三世，提議發動革命。他負責突襲斯韋阿堡要塞，控制芬蘭後便會往瑞典本土進軍，與國王和忠臣會師於斯德哥爾摩附近，從而迫使國會接受新憲法，撤除對國王的所有限制。參與革命的還有同樣遭便帽派打壓的約翰·克里斯托法·托爾，他提議在南方的斯科訥發動另一次起義，控制克里斯蒂安斯塔德的城堡。經過討論後，他們決定芬蘭起義後數天，克里斯蒂安斯塔德就公開反抗當時政府。
國王的弟弟卡爾公爵調動了南方所有城堡的駐軍，假裝要鎮壓克里斯蒂安斯塔德的叛軍，但他抵達克里斯蒂安斯塔德後隨即加入起義軍的行列，往北向首都進軍。與此同時，斯普雷特波爾滕東赴芬蘭。
革命經費完全來自法國銀行家尼古拉·博容的借款，由瑞典駐法領事克路茨負責籌集。

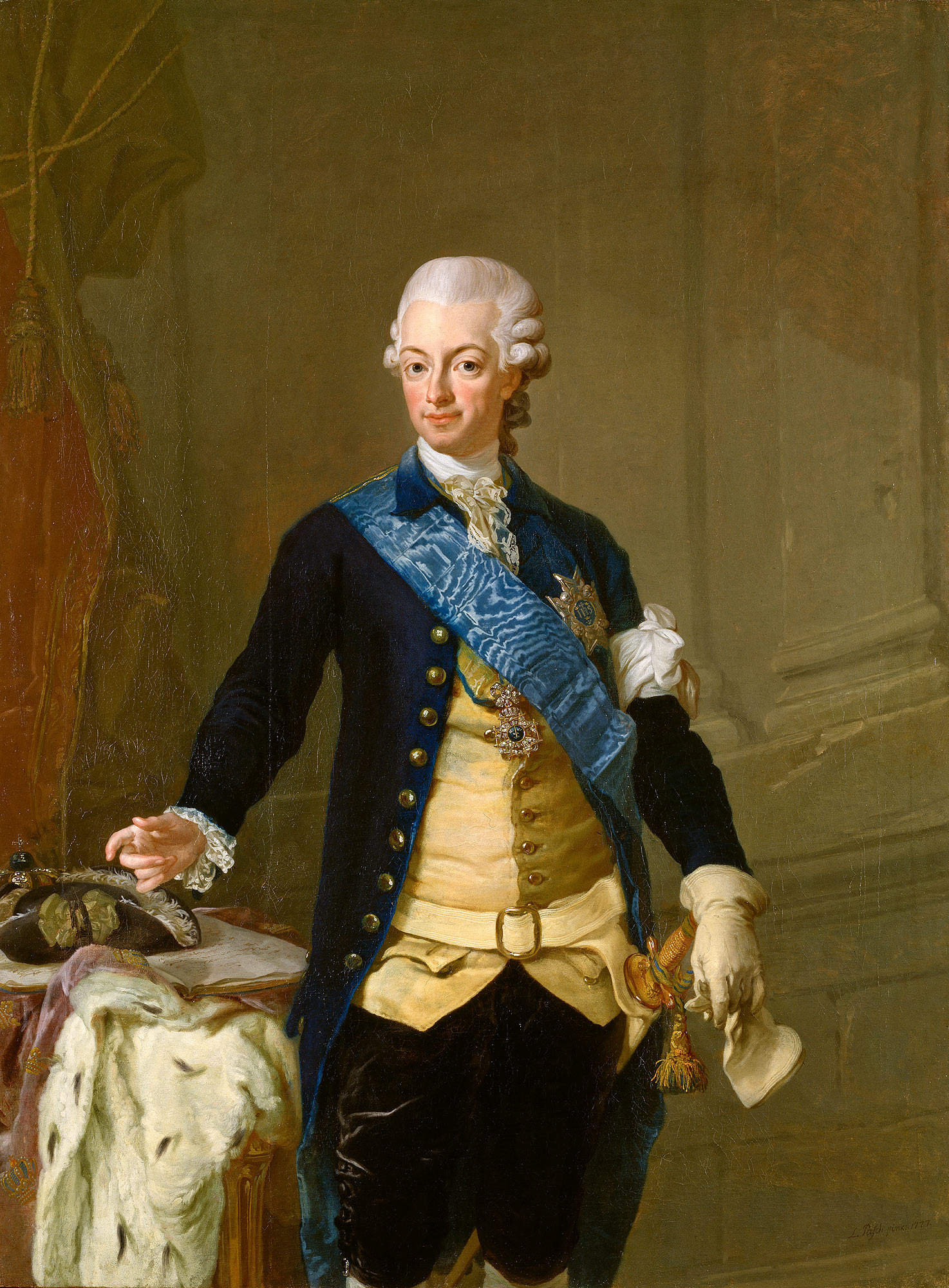
古斯塔夫手臂上纏着的白布，在1772年政變後成為對國王效忠的象徵

1772年8月6日，托爾以虛張聲勢的戰術奪得克里斯蒂安斯塔德城堡；斯普雷特波爾滕10天後也成功突襲斯韋阿堡，但逆風使他難以往斯德哥爾摩進軍，而同時發生的一件事使他根本不須動身了。
8月16日，便帽派首領圖爾·盧德貝克（Ture Rudbeck）到達斯德哥爾摩，通報南方發生叛亂的消息。古斯塔夫感到被敵人重重圍困──斯普雷特波爾滕於芬蘭受天氣阻礙，托爾身處500公里外，禮帽派首領不知藏身何地；故此，他決定不待芬蘭援軍，親自發動決定性的一擊。
18日晚上，他召集所有可信任的官員，翌晨在兵工廠旁的大廣場會合。19日10時，古斯塔夫騎上御馬，途中有一些擁護者加入，抵達兵工廠時已有200名官員聽他調遣。

他帶領他們到西北翼的守衛室，把自己的計劃告訴他們。他對在場官員說：
|  | 若你們決意追隨我，就像你們的先祖追隨古斯塔夫·瓦薩和古斯塔夫·阿道夫般，我就為你們和祖國的救贖捨生流血！ |

一名海軍軍官應聲說：
|  | 我等皆願為陛下效忠，不惜捨生流血！ |

古斯塔夫制訂新的效忠誓言，在場所有人都毫不猶豫地簽署了，宣告他們不再效忠國會，只聽國王古斯塔夫三世一人的號令。
不久，樞密院和首長盧德貝克都被逮捕，過程中沒有流血。古斯塔夫隨即在城內巡遊，到處受熱情群眾擁戴。卡爾·米加爾·貝爾曼寫了一首歌，名為《向古斯塔夫敬酒》（Gustafs skål）。
8月20日，傳令官在街頭巡視，宣告國會將翌日在王宮聚集；所有缺席的人都會被視為國家和國王的敵人。國會聚集後不久，身穿禮服的國王駕臨，發表了瑞典史上著名的演說，斥責國會以往的腐敗和放肆對不起國家。
新的憲法宣讀後，所有議員一致通過。國會隨即解散。從此，禮帽派和便帽派成為歷史，議會制「自由時代」也結束了，「古斯塔夫時代」開始。

## 從立憲到專制

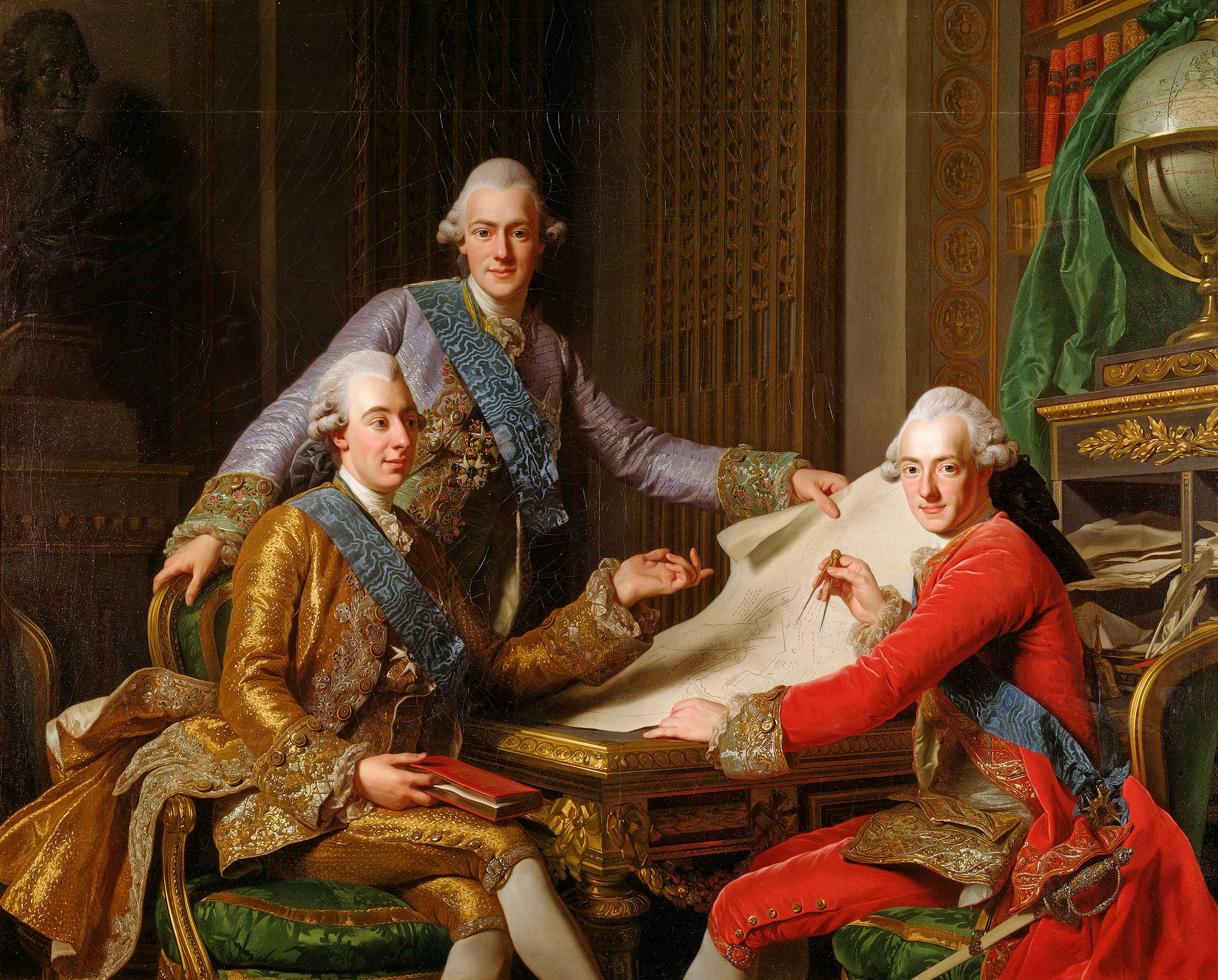
古斯塔夫三世（左）、弟弟腓特烈·阿道夫和卡爾王儲

古斯塔夫三世進行啟蒙時代的改革，使司法變得寬鬆，除廢除了酷刑外，免除了不少罪行的死刑。
他在每方面的政事都親自處理，但委任了自己的官員，而非從樞密院中委任。禮帽和便帽當政時，貪污風氣蔓延全國；如今，古斯塔夫須補救腐敗政治時，發現整個約塔上訴法院都要受審判。
行政和司法也採取了改革。1774年，新聞自由受法令保障，但有一些限制。國防升級至「大國」級別，海軍大幅擴軍，成為歐洲一大海軍。貨幣也在1776年進行改革，以挽救疲憊的經濟。
古斯塔夫也推行一些新的經濟措施。1775年，政府鼓勵穀物自由貿易，廢除了苛刻的出口關稅。此外，救貧法作出一些修訂，羅馬天主教徒和猶太人都有部分宗教自由。他的一大錯誤，是嘗試把政府壟斷酒的銷售，剝削了貴族的權益。
另一方面，他的外交政策就顯得克制和謹慎。美國獨立後，他在1777年成為世界上首個給予美國承認的國家元首。故此，國王在1778年9月3日斯德哥爾摩召集國會時，他對自己6年來的領導高度評價。議會很順從國王，「開會期間沒有發問過一條問題」。短短的會議間，官員可清楚看見自己已風光不再，完全地失去了政治大權。他們和國王的位置已經互換。國王現在是，以後也會是他們的主公。
古斯塔夫在1778年國會可謂要風得風；然而，他在1786年的國會會議遇上的阻力比10年前大得多，他提出的議案不是被直接否決，就是被議員修改得體無完膚，使他寧可自行撤回。這次會議使他逐漸決定完全奪去國會的權力，由他半獨裁式地統治。
同時，他的外交政策更是冒險。他違反了自己訂立的《1772年憲法》，沒有得到國會同意就對俄羅斯發動戰爭；這舉動觸發了同年7月的安亞拉陰謀，與俄羅斯勾結的貴族官員試圖在芬蘭策動獨立。古斯塔夫回國後，激起了民眾對貴族官僚的義憤，逮捕了反叛的首領，成功化解危機。他利用民眾對貴族的厭惡，在1789年國會提出《統一與安全法》，獲三個非貴族等級支持下通過。君權大幅擴張，貴族大部份特權也被廢除，但國會仍擁有集資權。

## 對俄戰爭

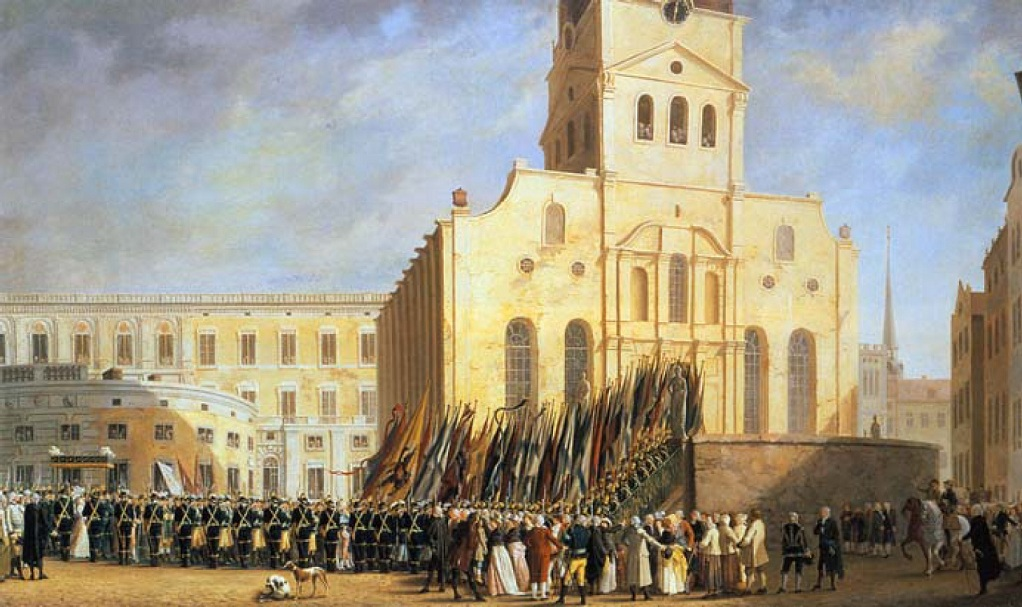
斯溫斯克松德戰役 (1790年)的戰利品帶到斯德哥爾摩大教堂。佩爾·希勒斯特倫所畫

他慫恿俄羅斯協助他從丹麥手中奪取挪威，遭葉卡捷琳娜二世拒絕後，便在1788年6月向俄羅斯宣戰。當時俄羅斯的主力正和南方的奧斯曼帝國交戰，只撥出少量軍力對付瑞典。期間，一些貴族官員在芬蘭發動叛亂。丹麥為了聲援盟友俄羅斯，也向瑞典宣戰，但這場戰爭在不列顛和普魯士的調解下終結。
古斯塔夫最終在1790年7月9日斯溫斯克松德戰役擊敗俄羅斯波羅的海艦隊，取得瑞典海軍史上最大的勝利。俄羅斯在這戰中失去7000個士兵和三分之一艦隊。8月14日，瑞典和俄羅斯在韋雷拉簽訂和約。8個月前，葉卡捷琳娜曾說瑞典國王必須「證明自己的悔意」，無條件赦免全體叛臣，並同意在國會保證下恪守和平，她才會「饒恕」他這場「噁心的侵略」；但瑞典如今不必這樣求和了。1791年10月，古斯塔夫和葉卡捷琳娜締結防衛同盟，俄羅斯須每年向瑞典繳付30萬盧布的資助。
和俄羅斯和解後，古斯塔夫籌組反雅各賓派的聯盟。他充分認識人民議會，能掌握法國大革命的方向和範圍。但他資金不足，也缺乏外國支持，使他的計劃無法順利進行。在耶夫勒1792年1月22日召開國會後兩個月，他就死於貴族策動的陰謀。

## 遇刺

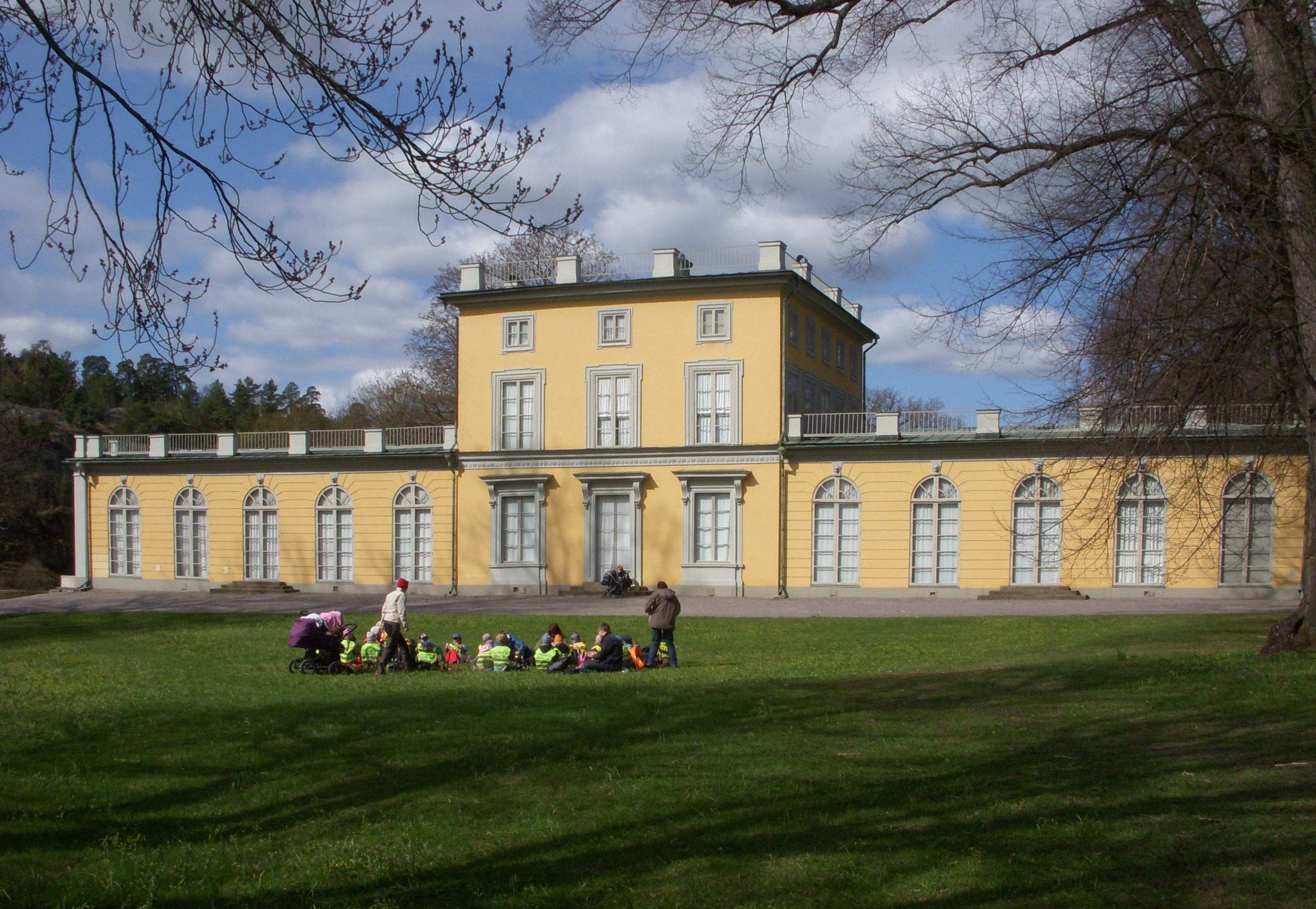
古斯塔夫三世樓閣。3月16日，古斯塔夫三世離開這樓閣，參與化裝舞會。

1792年3月16日午夜，斯德哥爾摩皇家歌劇院舉行了一場化裝舞會。古斯塔夫三世早就到場，和朋友共进晚餐。晚餐期間，他收到一封威脅要殺死他的匿名信，但他不作理會，因為他早就收到無數封同樣信件了。之後，他進入會場參與化裝舞會。
國王進場後不久，就被雅各布·約翰·安卡斯特倫和同謀克拉斯·弗雷德里克·霍恩與阿道夫·里賓包圍。國王胸前懸着皇家撒拉弗勳章，勳章上的銀色閃爍着，在舞會中很容易就辨別得到。戴着黑色面具的同謀以法語對國王說：「俊美的面具客，可安好！」（Bonjour, beau masque!）然後，安卡斯特倫俏俏走到國王後，向他的左背發射了一槍。古斯塔夫跳到一旁，以法語呼叫：「啊！我受傷了，帶我離開這裏，還有抓住他！」（Ah! Je suis blessé, tirez-moi d'ici et arrêtez-le!）國王在保護下安全返回住處。
侍衛立即把歌劇院的出口封鎖。安卡斯特倫在第二天早上被補，對弒君一罪供認不諱，但否認有同謀，但霍恩和里賓被捕後也認罪了。
當場，古斯塔夫三世沒有被安卡斯特倫殺死，只是負傷，然由於傷口發炎，國王終於在3月29日駕崩，他用瑞典語說了遺言：「我很愛睏，先讓我睡一會兒就好了。」
早在1786年，當時著名的靈媒烏爾里卡·阿菲德松曾對國王預言他會被殺。雖然這純屬巧合，但她作出預言時需要的情報是由不少城中的細作提供的；她後來也被傳召作供。
這場刺殺後來改編成為奧柏歌劇《古斯塔夫三世》和朱塞佩·威爾第歌劇《化妝舞會》。

## 海外殖民

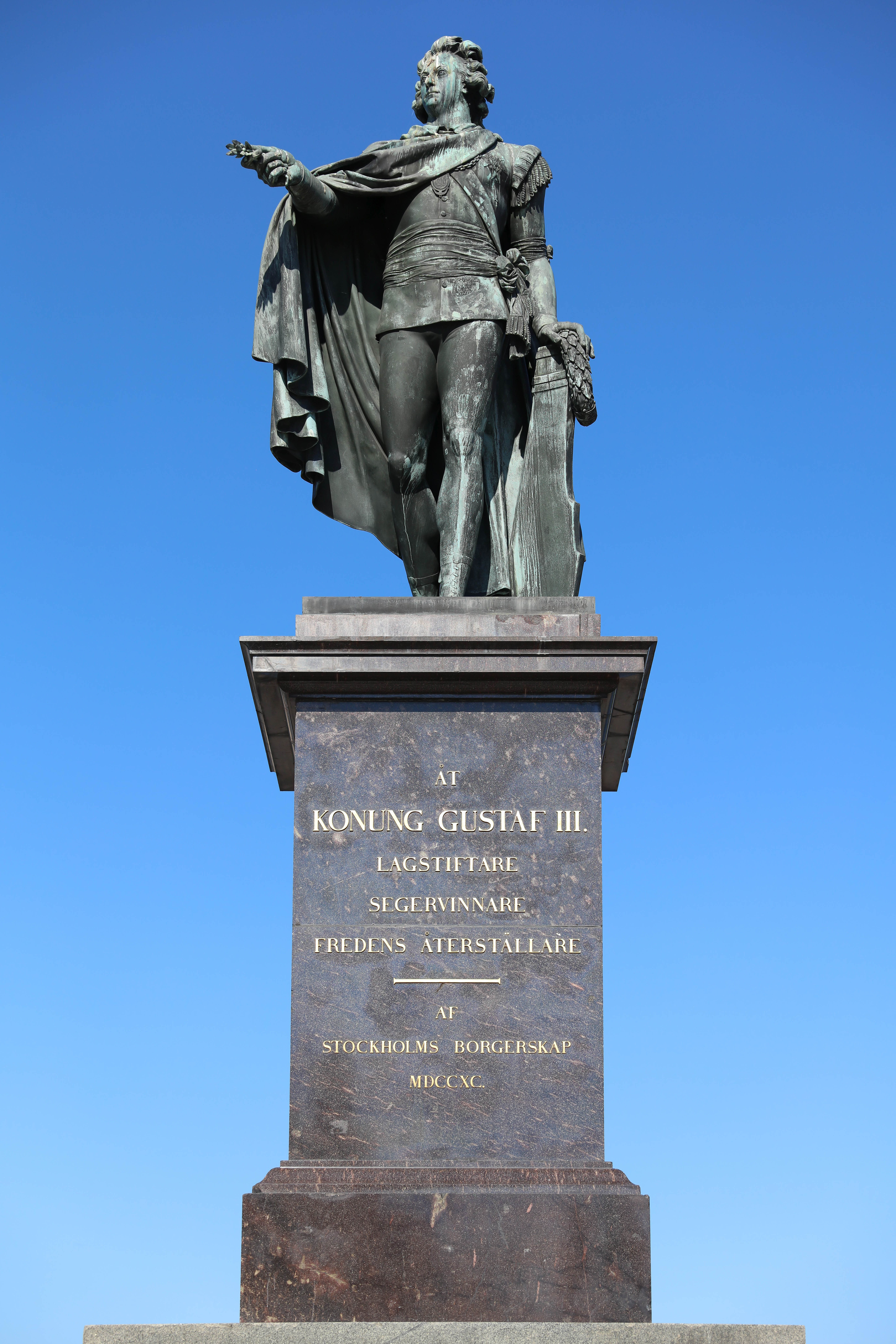
古斯塔夫三世身穿海岸海軍軍服，在碼頭登上斯德哥爾摩的雕像。

1785年，法國為了在哥德堡的經商權，把加勒比海的聖巴泰勒米島送給古斯塔夫。聖巴泰勒米島的首府古斯塔維亞就是以古斯塔夫三世命名的。1786年，瑞典西印度公司成立，負責瑞典與加勒比地區的貿易，包括奴隸貿易。雖然瑞典於1878年已經把聖巴泰勒米島售回給法國，但現時島徽和島上很多地名仍然保留瑞典特色。

## 文化貢獻
縱然他有一些小缺點，奢侈生活也為人詬病，但他是18世紀的一位傑出君主。
他也是劇作家，在瑞典創立了劇院，上演他自己編寫的歷史劇，從中提拔了不少歌手和演員；此外，他還成立了皇家戲劇院、皇家歌劇院和皇家芭蕾舞團。瑞典學院是古斯塔夫三世在1786年參照法蘭西學院的模式成立的，以保持瑞典語的純正、氣勢和高貴，現時也負責挑選諾貝爾文學獎得獎者。他本人所寫的歷史文章，尤其是連納爾特·托爾斯騰森的悼辭，都充滿熱情和強烈的風格。他對文學和美術的所有分支都感興趣，也會賞識當時的詩人和藝術家。
他在1780年加入共濟會，並把嚴規禮儀（ ）引入瑞典。同年，他任命弟弟卡爾王子（後來的卡爾十三世）為瑞典共濟會的大師，卡爾獲封為。

## 逸事
古斯塔夫三世擔心咖啡危害公眾健康，下令開展實驗以證明咖啡的副作用，他將一對原本被判處死刑的同卵雙胞胎減刑為無期徒刑，要求一人每天喝三壺咖啡，另一人每天喝三壺茶。不過實驗還沒完成時，負責的兩位醫師就逝世了，古斯塔夫三世自己也遇刺身亡，未能見證實驗結果。喝茶的一人以83歲高齡先離開人世，喝咖啡的另一人逝世日不明。

## 備注
1. ↑  1753年，瑞典從儒略曆改為公曆，2月17日後是3月1日